# Esgrima nos Jogos Olímpicos de Verão de 1972
A esgrima nos Jogos Olímpicos de Verão de 1972 foi realizada em Munique, na Alemanha Ocidental, com oito eventos disputados.

## Eventos da esgrima
Masculino: Florete individual | Espada individual | Sabre individual | Florete por equipe | Espada por equipe | Sabre por equipe
Feminino: Florete individual | Florete por equipe

## Masculino

### Florete individual masculino
| Pos. | País          | Atletas        |
| ---- | ------------- | -------------- |
|      | Polônia (POL) | Witold Woyda   |
|      | Hungria (HUN) | Jenõ Kamuti    |
|      | França (FRA)  | Christian Noël |

### Espada individual masculino
| Pos. | País          | Atletas                |
| ---- | ------------- | ---------------------- |
|      | Hungria (HUN) | Csaba Fenyvesi         |
|      | França (FRA)  | Jacques La Degaillerie |
|      | Hungria (HUN) | Győző Kulcsár          |

### Sabre individual masculino
| Pos. | País                  | Atletas           |
| ---- | --------------------- | ----------------- |
|      | União Soviética (URS) | Viktor Sidjak     |
|      | Hungria (HUN)         | Péter Marót       |
|      | União Soviética (URS) | Vladimir Nazlymov |

### Florete por equipe masculino
| Ouro                                                                                      | Prata                                                                                                  | Bronze                                                                                      |
| POL Polônia Witold Woyda Marek Dąbrowski Jerzy Kaczmarek Lech Koziejowski Arkadiusz Godel | URS União Soviética Vladimir Denisov Anatoli Kotetsev Leonid Romanov Vasili Stankovich Victor Putyatin | FRA França Jean-Claude Magnan Christian Noël Daniel Revenu Bernard Talvard Gilles Berolatti |

### Espada por equipe masculino
| Ouro                                                                              | Prata                                                                                  | Bronze                                                                                             |
| HUN Hungria Sándor Erdős Csaba Fenyvesi Győző Kulcsár Pál Schmitt István Osztrics | SUI Suíça Guy Evéquoz Daniel Giger Christian Kauter Peter Lötscher François Suchanecki | URS União Soviética Viktor Modzalevsky Sergei Paramonov Igor Valetov Georgi Zažitski Grigori Kriss |

### Sabre por equipe masculino
| Ouro                                                                                              | Prata                                                                                            | Bronze                                                                      |
| ITA Itália Michele Maffei Mario Aldo Montano Mario Tullio Montano Rolando Rigoli Cesare Salvadori | URS União Soviética Viktor Bashenov Vladimir Nazlymov Viktor Sidjak Eduard Vinokurov Mark Rakita | HUN Hungria Pál Gerevich Tamás Kovács Péter Marót Tibor Pézsa Péter Bakonyi |

## Feminino

### Florete individual feminino
| Pos. | País                  | Atletas               |
| ---- | --------------------- | --------------------- |
|      | Itália (ITA)          | Antonella Ragno-Lonzi |
|      | Hungria (HUN)         | Ildikó Bóbis          |
|      | União Soviética (URS) | Galina Gorokhova      |

### Florete por equipe feminino
| Ouro | Prata | Bronze                                                               |
| URS União Soviética Elena Novikova-Belova Galina Gorokhova Tatyana Petrenko-Samusenko Aleksandra Zabelina Svetlana Chirkova | HUN Hungria Ildikó Bóbis Ildikó Ujlaki-Rejtő Ildikó Schwarczenberger Mária Gulácsi-Szolnoki Ildikó Matuscsák-Rónay | ROM Romênia Ileana Gyulai Olga Orban-Szabó Ecaterina Stahl Ana Pascu |

## Quadro de medalhas da esgrima
| Ordem | País                | Medalha de ouro | Medalha de prata | Medalha de bronze | Total |
| ----- | ------------------- | --------------- | ---------------- | ----------------- | ----- |
| 1     | HUN Hungria         | 2               | 4                | 2                 | 8     |
| 2     | URS União Soviética | 2               | 2                | 3                 | 7     |
| 3     | ITA Itália          | 2               | 0                | 0                 | 2     |
| 3     | POL Polônia         | 2               | 0                | 0                 | 2     |
| 5     | FRA França          | 0               | 1                | 2                 | 3     |
| 6     | SUI Suíça           | 0               | 1                | 0                 | 1     |
| 7     | ROM Romênia         | 0               | 0                | 1                 | 1     |